# Lista patrimoniului mondial în pericol
     6 sau mai multe
     5 situri
     4 situri
     3 situri
     2 situri
     1 sit

Țări cu situri ale patrimoniului mondial în pericol. Numărul de situri este indicat prin culoare:
6 sau mai multe
5 situri
4 situri
3 situri
2 situri
1 sit

Lista siturilor patrimoniului mondial în pericol este întocmită de Organizația Națiunilor Unite pentru Educație, Știință și Cultură, și colectează siturile patrimoniului mondial cărora sunt necesare acțiuni de protecție mai ample. Această listă este menită să sensibilizeze internațional cu privire la amenințările la adresa patrimoniului cultural și să încurajeze măsurile adecvate de conservare. Aceste situri sunt în prezent sub amenințare sau pot fi considerate potențial expuse riscului de pericole viitoare.
În cazul siturilor naturale, pericolele cunoscute includ declinul major al populației unei specii vulnerabile sau pe cale de dispariție, deteriorarea frumuseții naturale sau valoarea științifică a unor ecosisteme din cauza activităților umane, cum ar fi poluarea aerului și a apei, mineritul, agricultura și construcția de mari lucrări publice precum baraje și căi de comunicații.
Pericolele pentru siturile naturale și culturale pot include conflicte armate, dezvoltare umană necontrolată, întreținerea insuficientă a siturilor în sine sau modificări ale proprietarilor sau reglementărilor privind protecția bunurilor culturale din diferite țări.
În ceea ce privește siturile culturale, evenimentele și schimbările geologice și climatice sau, mai general, mediul în care sunt inserate, se încadrează în pericole.
Înainte ca un sit să poată fi plasat pe lista siturilor patrimoniului mondial în pericol, condițiile sale sunt evaluate cu atenție și o ipoteză a unui program de măsuri de conservare este dezvoltată în colaborare cu guvernul local. Decizia finală de includere pe listă este luată de Comitetul Patrimoniului Mondial UNESCO; organizația poate aloca fonduri pentru a ajuta la remedierea cauzelor riscului. Starea de conservare a sitului este analizată anual și Comitetul poate decide să solicite măsuri de protecție suplimentare, să șteargă situl de pe lista patrimoniului în pericol sau să șteargă de tot situl din patrimoniu mondial.

## Lista siturilor
* Situri din mai multe țări
| Nume                                                                                    | Imagine | Locația | Criteria                               | Suprafață                            | Anul înscrierii | De când este în pericol | Motivul | Surse                |
| --------------------------------------------------------------------------------------- | --- | --- | -------------------------------------- | ------------------------------------ | --------------- | ----------------------- | --- | -------------------- |
| Abu Mena                                                                                | | Abusir, · Egipt · 30°50′30″N 29°39′50″E / 30.84167°N 29.66389°E                                                   | Cultural: (iv)                         | 182 hectarei (450 acri)              | 1979            | 2001–                   | Aluncări de teren în zonă cauzate de argila de la suprafață, care devine semi-lichid atunci când se întâlnește cu un "exces de apă". | [ 1 ] [ 2 ] [ 3 ]    |
| Rezervația naturală Air și Ténéré                                                       | Sand dunes in the desert, offroad vehicles and mountains in the distance.                                                              | Departamentul Arlit, · Niger · 18°17′N 8°0′E / 18.283°N 8.000°E                                                   | Natural: (vii), (ix), (x)              | 7.736.000 hectarei (19.120.000 acri) | 1991            | 1992–                   | Conflictele militare și tulburările civile din regiune, precum și reducerea populației faunei sălbatice și degradarea acoperirii vegetale | [ 4 ] [ 5 ]          |
| Orașul vechi din Alep                                                                   | City view with a wall and a mosque. | Guvernoratul Alep, Siria · 36°14′N 37°10′E / 36.233°N 37.167°E                                                    | Cultural: (iii)(iv)                    | 350 hectarei (860 acri)              | 1986            | 2013–                   | Războiul Civil Sirian | [ 6 ]                |
| Orașul vechi din Bosra                                                                  | An old amphitheatre. | Guvernoratul Daraa, Siria · 32°31′5″N 36°28′54″E / 32.51806°N 36.48167°E                                          | Cultural: (i)(iii)(vi)                 | —                                    | 1980            | 2013–                   | Războiul Civil Sirian | [ 7 ]                |
| Orașul vechi din Damasc                                                                 | Ruins of a stone building with columns and without roof.                                                                               | Guvernoratul Damasc, Siria · 33°30′41″N 36°18′23″E / 33.51139°N 36.30639°E                                        | Cultural: (i)(ii)(iii)(iv)(vi)         | 86 hectarei (210 acri)               | 1979            | 2013–                   | Războiul Civil Sirian | [ 8 ]                |
| Satele antice din nordul Siriei                                                         | Ruins of a stone church without roof.                                                                                                  | Siria · 36°20′3″N 36°50′39″E / 36.33417°N 36.84417°E                                                              | Cultural: (iii)(iv)(v)                 | 12.290 hectarei (30.400 acri)        | 2011            | 2013–                   | Războiul Civil Sirian | [ 9 ]                |
| Situl arheologic din Cirene                                                             | | Jebel Akhdar, · Libia · 32°49′30″N 21°51′30″E / 32.82500°N 21.85833°E                                             | Cultural: (ii), (iii), (vi)            | —                                    | 1982            | 2016–                   | Al Doilea Război Civil Libian | [ 10 ] [ 11 ]        |
| Leptis Magna                                                                            | | Al Khums, · Libia · 32°38′18″N 14°17′35″E / 32.63833°N 14.29306°E                                                 | Cultural: (i), (ii), (iii)             | —                                    | 1982            | 2016–                   | Al Doilea Război Civil Libian | [ 11 ] [ 12 ]        |
| Sabratah                                                                                | | Sabratha, · Libia · 32°48′19″N 12°29′6″E / 32.80528°N 12.48500°E                                                  | Cultural: (iii)                        | —                                    | 1982            | 2016–                   | Al Doilea Război Civil Libian | [ 11 ] [ 13 ]        |
| Assur (Qal'at Sherqat)                                                                  | A series of three arched gates made of simple stones. They appear to be the only part that has survived from a larger building.        | Salah ad Din, · Irak · 35°27′24″N 43°15′45″E / 35.45667°N 43.26250°E                                              | Cultural: (iii), (iv)                  | 70 hectarei (170 acri)               | 2003            | 2003–                   | Un rezervor planificat care ar fi inundat parțial situl a fost suspendat ca urmare a Războiului din Irak de către noua administrație; lipsa unei protecții adecvate. | [ 14 ] [ 15 ]        |
| Chan Chan                                                                               | Ruins of former buildings in a desert setting consisting of low walls with a fishnet pattern.                                          | Deparatamentul La Libertad, · Peru · 8°6′40″S 79°4′30″V / 8.11111°S 79.07500°V                                    | Cultural: (i), (iii)                   | 600 hectarei (1.500 acri)            | 1986            | 1986–                   | Eroziune naturală | [ 16 ] [ 17 ]        |
| Potosí                                                                                  | | Potosí, Bolivia 19°35′1″S 65°45′11″V / 19.58361°S 65.75306°V                                                      | Cultural: (ii), (iv), (vi)             | 11.810 hectarei (29.200 acri)        | 1987            | 2014–                   | Continuarea exploatării miniere a lăsat muntele poros și instabil, provocând prăbușirea unor porțiuni ale vârfului, de asemenea ținta viitoarei exploatări de către Corporația Mineritului Bolivian. Recomandările pentru conservarea sitului nu au fost respectate. | [ 18 ]               |
| Orașul Coro și portul său                                                               | A street with single-storied colorful houses                                                                                           | Falcón, · Venezuela · 11°25′N 69°40′V / 11.417°N 69.667°V                                                         | Cultural: (iv), (v)                    | 107 hectarei (260 acri)              | 1993            | 2005–                   | Deteriorarea unui număr mare de structuri din cauza ploilor abundente între noiembrie 2004 și februarie 2005, precum și construcția unui nou monument, o pasarelă pe plajă și o poartă de intrare în oraș în zona tampon, care ar putea avea un impact considerabil asupra valorii sitului | [ 19 ] [ 20 ]        |
| Crac des Chevaliers și Cetatea Saladinului                                              | A fortress of grey stone. | Guvernoratul Homs și Guvernoratul Latakia Governorates, Siria · 34°46′54″N 36°15′47″E / 34.78167°N 36.26306°E     | Cultural: (ii)(iv)                     | 9 hectarei (22 acri)                 | 2006            | 2013–                   | Războiul Civil Sirian | [ 21 ]               |
| Ansamblul de la Bamian                                                                  | A large niche in a rock with the outline of a human figure.                                                                            | Bamyan, · Afganistan · 34°49′55″N 67°49′36″E / 34.83194°N 67.82667°E                                              | Cultural: (i), (ii), (iii), (iv), (vi) | 159 hectarei (390 acri)              | 2003            | 2003–                   | Stare fragilă de conservare datorată abandonului, acțiunilor militare și exploziilor de dinamită, care ar putea provoca pericole, cum ar fi riscul de prăbușire a nișelor lui Buddha, deteriorarea în continuare a picturilor murale rupestre, jafurile și săpăturile ilicite. Distrugerea în timpul stăpânirii Talibanilor datorită învățăturilor lor potrivit cărora statuile sunt urâciuni pentru Islam. | [ 22 ] [ 23 ]        |
| East Rennell                                                                            | Dugout Canoe in the Rennell Island lagoon, Solomon Islands.                                                                            | Rennell și Bellona, · Insulele Solomon · 11°40′59″S 160°10′59″E / 11.68306°S 160.18306°E                          | Natural: (ix)                          | 37.000 hectarei (91.000 acri)        | 1998            | 2013–                   | Deteriorarea sitului din cauza exploatării forestiere și a efectului acesteia asupra ecosistemului local | [ 24 ]               |
| Parcul Național Everglades                                                              | A large white bird with black wingtips and a long slightly curved beak is perched on a branch above grassland.                         | Florida, · SUA · 25°19′N 80°56′V / 25.317°N 80.933°V                                                              | Natural: (viii), (ix), (x)             | 592.920 hectarei (1.465.100 acri)    | 1979            | 1993–2007, 2010–        | Deteriorări datorate Uraganului Andrew și deteriorarea debitului și a calității apei din cauza dezvoltării agricole și urbane (1993); degradarea continuă a sitului rezultând într-o pierdere a habitatului marin și declinul speciilor marine (2010) | [ 25 ] [ 26 ] [ 27 ] |
| Fortificațiile de pe coasta Caraibelor din Panama                                       | Ruins of stone fortifications near water.                                                                                              | Provincia Colón, · Panama · 9°33′14″N 79°39′21″V / 9.55389°N 79.65583°V                                           | Cultural: (i), (iv)                    | —                                    | 1980            | 2012–                   | Factori de mediu, lipsă de întreținere și dezvoltare urbană | [ 28 ] [ 29 ]        |
| Parcul Național Garamba                                                                 | Bird's eye view of a river running through grassland interspersed by trees.                                                            | Provincia Orientală, · Republica Democratică Congo · 4°0′N 29°15′E / 4.000°N 29.250°E                             | Natural: (vii), (x)                    | 500.000 hectarei (1.200.000 acri)    | 1980            | 1984–1992, 1996–        | Reducerea populației de rinoceri albi septentrionali (1984); braconajul a doi rinoceri albi, uciderea a trei rangeri și lipsa unui plan de măsuri corective de către autorități (1996) | >                    |
| Hatra                                                                                   | Temple ruins at Hattra, Iraq. | Guvernoratul Ninive, · Irak · 35°35′17″N 42°43′6″E / 35.58806°N 42.71833°E                                        | Cultural: (ii), (iii), (iv), (vi)      | 324 hectarei (800 acri)              | 1985            | 2015–                   | Deteriorări cauzate de grupurile armate | [ 32 ]               |
| Centrul vechi din Hebron                                                                | | Guvernoratul Hebron, · Palestina · 31°31′27″N 35°6′32″E / 31.52417°N 35.10889°E                                   | Cultural: (ii), (iv), (vi)             | 20,6 hectarei (51 acri)              | 2017            | 2017–                   | | [ 33 ]               |
| Centrul vechi din Șahrisabz                                                             | | Regiunea Kașkadaria, · Uzbekistan · 39°3′0″N 66°50′0″E / 39.05000°N 66.83333°E                                    | Cultural: (iii), (iv)                  | 240 hectarei (590 acri)              | 2000            | 2016–                   | Distrugerea clădirilor din cartierele medievale și dezvoltarea urbană din zonă. | [ 34 ] [ 35 ]        |
| Centrul vechi din Viena                                                                 | Vienna.JPG. | · Viena, Austria · 48°12′N 16°22′E / 48.200°N 16.367°E                                                            | Cultural: (ii)(iv)(vi)                 | 371 hectarei (920 acri)              | 2001            | 2017–                   | Proiecte pentru clădiri noi cu multe etaje ce nu se conformă cu arhitectura zonei | [ 36 ]               |
| Centrul vechi din Zabīd                                                                 | White minaret and mosque. | Al Hudaydah, · Yemen · 14°12′N 43°19′E / 14.200°N 43.317°E                                                        | Cultural: (ii), (iv), (vi)             | —                                    | 1993            | 2000–                   | Starea deteriorării clădirilor istorice | [ 37 ] [ 38 ]        |
| Insule și zone protejate din Golful Californiei                                         | Gulf of California | Baja California, Baja California Sur, Sonora, Sinaloa și Nayarit, · Mexic · 27°38′N 112°33′V / 27.633°N 112.550°V | Natural: (vii), (ix), (x)              | 688.558 hectarei (1.701.460 acri)    | 2005            | 2019–                   | Dispariția iminentă a speciei vaquita, o marsopă endemică din golf | [ 39 ] [ 40 ]        |
| Parcul Național Kahuzi-Biega                                                            | A gorilla in a shrub. | Sud-Kivu · și Maniema, · Republica Democratică Congo · 2°30′S 28°45′E / 2.500°S 28.750°E                          | Natural: (x)                           | 600.000 hectarei (1.500.000 acri)    | 1980            | 1997–                   | Defrișări, vânătoare, precum și război și lupte civile | [ 41 ] [ 42 ]        |
| Parcurile Naționale Lacul Turkana                                                       | A lake with land in the foreground and background.                                                                                     | Kenya · 3°3′8″N 36°30′13″E / 3.05222°N 36.50361°E                                                                 | Natural: (viii)(x)                     | 161.485 hectarei (399.040 acri)      | 1997            | 2018–                   | Impactul barajului Gilgel Gibe III asupra fluxului și ecosistemului lacului | [ 43 ] [ 44 ]        |
| Parcul Național Manovo-Gounda St. Floris                                                | A blank map of a rectangular-looking country with several rivers running through it. A location is marked in the north with a red dot. | Bamingui-Bangoran, · Republica Centrafricană · 9°0′N 21°30′E / 9.000°N 21.500°E                                   | Natural: (ix), (x)                     | 1.740.000 hectarei (4.300.000 acri)  | 1988            | 1997–                   | Pășunatul ilegal și braconajul, deteriorarea situației de securitate | [ 45 ] [ 46 ]        |
| Minaretul din Jam                                                                       | A tall minaret in a river valley. At the top of the nearby mountains there are other, smaller structures.                              | Ghur, · Afganistan · 34°23′48″N 64°30′58″E / 34.39667°N 64.51611°E                                                | Cultural: (ii), (iii), (iv)            | 70 hectarei (170 acri)               | 2002            | 2002–                   | Lipsa protecției legale, lipsa măsurii de protecție sau a planului de gestionare, starea precară a sitului | [ 47 ] [ 48 ]        |
| Monumentele medievale din Kosovo                                                        | Stone church with various towers. | Kosovo 42°39′40″N 20°15′56″E / 42.66111°N 20.26556°E                                                              | Cultural: (ii), (iii), (iv)            | 2,88 hectarei (7,1 acri)             | 2004            | 2006–                   | Revoltele din Kosovo din 2004, lipsa protecției și gestionării legale; instabilitate politică și nesiguranță. | [ 49 ] [ 50 ]        |
| Rezervația naturală integrală Mount Nimba                                               | A chimpanzee in a tree. | Prefectura Lola, · Coasta de Fildeș* · Guinea* · 7°36′N 8°23′V / 7.600°N 8.383°V                                  | Natural: (ix), (x)                     | 18.000 hectarei (44.000 acri)        | 1981            | 1992–                   | Concesiune de exploatare a minereului de fier pe o parte a sitului Patrimoniului Mondial și afluxul unui număr mare de refugiați în partea guineană a sitului | [ 51 ] [ 52 ]        |
| Nan Madol                                                                               | | Insula Temwen, · Micronesia · 6°50′23″N 158°19′51″E / 6.83972°N 158.33083°E                                       | Cultural: (i), (iii), (iv), (vi)       | 76,7 hectarei (190 acri)             | 2016            | 2016–                   | Depunerea continuă a sedimentelor care subminează stabilitatea structurilor existente. | [ 53 ] [ 54 ]        |
| Parcul Național Niokolo-Koba                                                            | Bird's eye view of a river running through a forested plain.                                                                           | Regiunea Tambacounda · și Regiunea Kédougou, · Senegal · 13°0′N 12°40′V / 13.000°N 12.667°V                       | Natural: (x)                           | 913.000 hectarei (2.260.000 acri)    | 1981            | 2007–                   | Degradarea sitului, populația scăzută de mamifere, problemele de gestionare și impactul unui baraj propus pe Fluviul Gambia | [ 55 ] [ 56 ]        |
| Okapi Wildlife Reserve                                                                  | River lined by tropical vegetation. Many stones are found in the river.                                                                | Provincia Orientală, · Republica Democratică Congo · 2°0′N 28°30′E / 2.000°N 28.500°E                             | Natural: (x)                           | 1.372.625 hectarei (3.391.830 acri)  | 1996            | 1997–                   | Jefuirea facilităților parcului și uciderea elefanților ca urmare a unui conflict armat din zonă | [ 57 ] [ 58 ]        |
| Ierusalimul Vechi                                                                       | View over a city. A large building with a golden cuppola is located in the background.                                                 | Ierusalim (UNESCO nu citează țara) 31°46′36″N 35°14′3″E / 31.77667°N 35.23417°E                                   | Cultural: (ii), (iii), (vi)            | —                                    | 1981            | 1982–                   | Dezvoltare urbană necontrolată, deteriorarea generală a stării de conservare din cauza turismului și a lipsei de întreținere. | [ 60 ] [ 61 ] [ 62 ] |
| Centrul vechi din Sana'a                                                                | View of Old Sana'a. | Guvernoratul Sana'a, · Yemen · 15°21′20″N 44°12′29″E / 15.35556°N 44.20806°E                                      | Cultural: (iv), (v), (vi)              | —                                    | 1986            | 2015–                   | Războiul Civil Yemenit | [ 63 ]               |
| Centrul vechi din Ghadamès                                                              | | Ghadames, · Libia · 30°08′00″N 9°30′00″E / 30.13333°N 9.50000°E                                                   | Cultural: (v)                          | —                                    | 1986            | 2016–                   | Al Doilea Război Civil Libian | [ 11 ] [ 64 ]        |
| Centrul vechi din Djenné                                                                | | Djenné, · Mali · 13°54′23″N 4°33′18″V / 13.90639°N 4.55500°V                                                      | Cultural: (iii), (iv)                  | —                                    | 1988            | 2016–                   | Insecuritate regională, starea deteriorării a centrului istoric, urbanizare și eroziune. | [ 65 ] [ 66 ]        |
| Palestina: Țara Măslinelor și Viței - Peisajul cultural al Ierusalimului de Sud, Battir | Batir.JPG. | · Battir, Palestina · 31°43′11″N 35°7′50″E / 31.71972°N 35.13056°E                                                | Cultural: (iv)(v)                      | 349 hectarei (860 acri)              | 2014            | 2014–                   | Bariera de separare israeliană "ar putea izola fermierii de terenurile pe care le-au cultivat timp de secole". | [ 67 ] [ 68 ]        |
| Orașul fortificat Shibam                                                                | The high-rise architectures at Shibam.                                                                                                 | Guvernoratul Hadhramaut, · Yemen · 15°55′37″N 48°37′36″E / 15.92694°N 48.62667°E                                  | Cultural: (iii), (iv), (v)             | —                                    | 1982            | 2015–                   | Amenințarea potențială a conflictului armat, care agravează problemele de protecție și gestionare deja observate la fața locului | [ 63 ]               |
| Pădurile tropicale din Atsinanana                                                       | A river in a forested mountain area.                                                                                                   | Madagascarul de est, · Madagascar · 14°28′S 49°42′E / 14.467°S 49.700°E                                           | Natural: (ix), (x)                     | 479.660 hectarei (1.185.300 acri)    | 2007            | 2010–                   | Tăieri ilegale și vânătoare de lemuri pe cale de dispariție | [ 69 ] [ 70 ]        |
| Rezervația biosferei Río Plátano                                                        | A river lined by tropical vegetation. Parts of trees are lying in the water.                                                           | La Mosquitia, · Honduras · 15°44′40″N 84°40′30″V / 15.74444°N 84.67500°V                                          | Natural: (vii), (viii), (ix), (x)      | —                                    | 1982            | 1996–2007, 2011–        | Exploatarea forestieră, pescuitul și ocuparea terenurilor; braconajul și capacitatea redusă a statului de a gestiona situl; în mare parte din cauza deteriorării legii și a prezenței traficanților de droguri | [ 71 ] [ 72 ]        |
| Siturile de artă rupestră din Tadrart Acacus                                            | | Fezzan, · Libia · 24°50′N 10°20′E / 24.833°N 10.333°E                                                             | Cultural: (iii)                        | —                                    | 1985            | 2016–                   | Al Doilea Război Civil Libian | [ 11 ] [ 73 ]        |
| Samarra                                                                                 | A photograph of a spiral minaret in an open plain with a large number of buildings in the background and a swerving road to the left   | Salah ad Din, · Irak · 34°12′N 43°52′E / 34.200°N 43.867°E                                                        | Cultural: (ii), (iii), (iv)            | 15.058 hectarei (37.210 acri)        | 2007            | 2007–                   | Situația rea de securitate în urma Războiului din Irak și lipsa controlului de stat pentru protecția și gestionarea sitului | [ 74 ] [ 75 ]        |
| Rezervația faunistică Selous                                                            | | Regiunile Coast, Morogoro, Lindi, Mtwara și Ruvuma, Tanzania, 9°0′0″S 37°24′0″E / 9.00000°S 37.40000°E            | Natural: (ix), (x)                     | 5.120.000 hectarei (12.700.000 acri) | 1982            | 2014–                   | Explorarea și extragerea mineralelor, proiecte mari de infrastructură | [ 76 ]               |
| Palmira                                                                                 | Ruins of stone buildigns with columns.                                                                                                 | Guvernoratul Homs, Siria · 34°33′15″N 38°16′0″E / 34.55417°N 38.26667°E                                           | Cultural: (i)(ii)(iv)                  | 0,36 hectarei (0,89 acri)            | 1980            | 2013–                   | Războiul Civil Sirian | [ 77 ]               |
| Timbuktu                                                                                | A street with a mud wall and a pyramid shaped mud building with sticks protruding from its wall.                                       | Timbuktu, · Regiunea Tombouctou, · Mali · 16°46′24″N 2°59′58″V / 16.77333°N 2.99944°V                             | Cultural: (ii), (iv), (v)              | —                                    | 1988            | 2012–                   | Amenințare de distrugere a grupurilor islamiste precum Al-Qaeda din Maghrebul islamic, Ansar Dine și Boko Haram. Unele monumente sunt acum jefuite și distruse. | [ 78 ] [ 79 ]        |
| Monumentul funerar de la Askia                                                          | A mud structure with sticks protruding from the wall.                                                                                  | Gao, · Regiunea Gao, · Mali · 16°17′23″N 0°02′40″V / 16.28972°N 0.04444°V                                         | Cultural: (ii), (iii), (iv)            | 4,24 hectarei (10,5 acri)            | 2004            | 2012–                   | Deteriorat de grupurile islamiste precum Al-Qaeda din Maghrebul islamic și Ansar Dine. | [ 79 ] [ 80 ]        |
| Monumentele funerare ale regilor din Buganda de la Kasubi                               | Dome shaped house made of natural materials.                                                                                           | Kampala, · Uganda · 0°19′45″N 32°33′12″E / 0.32917°N 32.55333°E                                                   | Cultural: (i), (iii), (iv), (vi)       | 27 hectarei (67 acri)                | 2001            | 2010–                   | Distrugerea clădirii Muzibu Azaala Mpanga, principala sitului, prin incendiul din martie 2010 | [ 81 ] [ 82 ]        |
| Patrimoniul Pădurilor Tropicale din Sumatra                                             | | Sumatra, · Indonezia · 02°30′S 101°30′E / 2.500°S 101.500°E                                                       | Natural: (vii), (ix), (x)              | 2.595.124 hectarei (6.412.690 acri)  | 2004            | 2011–                   | Braconaj, exploatare forestieră ilegală, agricoltură invazivă și planuri de construire a unor drumuri prin sit | [ 83 ] [ 84 ]        |
| Parcul Național Virunga                                                                 | Mountain landscape with trunks of trees or shrubs that appear to have burned.                                                          | Nord-Kivu · și Provincia Orientală , · Republica Democratică Congo · 0°55′N 29°10′E / 0.917°N 29.167°E            | Natural: (vii), (viii), (x)            | 800.000 hectarei (2.000.000 acri)    | 1979            | 1994–                   | Defrișări și braconaj ca urmare a afluxului de refugiați din cauza Războiului Civil din Rwanda | [ 85 ] [ 86 ]        |
| Peisajul cultural minier Roșia Montană                                                  | The gold mine of Roșia Montană. | Județul Alba, · România · 46°18′22″N 23°7′50″E / 46.30611°N 23.13056°E                                            | Cultural： (ii)(iii)(iv)               | 314,42 hectarei (776,9 acri)         | 2021            | 2021–                   | Amenințări reprezentate de planurile de reluare a exploatării miniere, care ar deteriora o mare parte din peisajul protejat | [ 87 ] [ 88 ]        |